# Dekanat Łódź-Żubardź
Dekanat Łódź-Żubardź – nieistniejący dekanat należący do archidiecezji łódzkiej. Został połączony z dekanatem Łódź-Teofilów w dekanat Łódź-Teofilów-Żubardź.
Nazwa dekanatu pochodzi od jednego z łódzkich osiedli - Żubardź, położonego w dzielnicy Bałuty, w zachodniej części Łodzi. W skład dekanatu wchodziło 5 łódzkich parafii:
- Parafia Chrystusa Odkupiciela w Łodzi
- Parafia Najświętszego Zbawiciela w Łodzi
- Parafia św. Antoniego Padewskiego w Łodzi
- Parafia św. Józefa w Łodzi
- Parafia św. Marka Ewangelisty w Łodzi